# Booker Ervin
Booker Telleferro II Ervin (Denison, 31 ottobre 1930 – New York, 31 agosto 1970) è stato un sassofonista statunitense.
È particolarmente noto per aver collaborato con Charles Mingus in molte occasioni.

## Biografia
Ervin è nato a Denison, Texas. Ha iniziato in giovane età a studiare con il padre il trombone.Dopo aver abbandonato gli studi, Ervin si è unito all'Aeronautica Militare, in Okinawa, durante questo periodo ha appreso il sassofono da autodidatta. Alla fine del servizio, nel 1953, ha studiato al Berklee College of Music a Boston. Trasferendosi poi a Tulsa nel 1954, ha iniziato a sunoare con la band di Ernie Fileds.
Dopo essere stato a Denver e Pittsburd, Ervin andò a New York City nella primavera del 1958, lavorando di giorno e suonando nelle jam di sera. Ervin ha iniziato a collaborare regolarmente con Charles Mingus dalla fine del 1958 al 1960. Durante la metà degli anni 60, Ervin ha formato il proprio quartetto, dove incise per la Prestige Records con il pianista Jaki Byard, il bassista Richard Davis e Alan Dawson alla batteria.